# Josée Lacasse
Josée Lacasse (Montréal, 25 ottobre 1965) è un'ex sciatrice alpina canadese.

## Biografia
Specialista delle prove tecniche originaria di Bracebridge, la Lacasse debuttò in campo internazionale in occasione dei Mondiali juniores di Sestriere 1983; in Coppa del Mondo conquistò il primo piazzamento il 9 marzo 1986 a Sunshine in slalom gigante (6ª) e l'unico podio il 5 dicembre 1986 a Waterville Valley in slalom speciale (3ª). Ai XV Giochi olimpici invernali di Calgary 1988, sua unica presenza olimpica, si classificò 11ª nello slalom gigante e 16ª nello slalom speciale; conquistò l'ultimo piazzamento in Coppa del Mondo il 24 novembre 1989 a Park City in slalom gigante (14ª) e si ritirò al termine della stagione 1994-1995: la sua ultima gara fu lo slalom speciale dei Campionati statunitensi 1995, disputato il 27 marzo a Park City. Non ottenne piazzamenti ai Campionati mondiali.

## Palmarès

### Coppa del Mondo
- Miglior piazzamento in classifica generale: 49ª nel 1986 e nel 1987
- 1 podio:
  - 1 terzo posto

### Campionati canadesi
- 7 medaglie (dati parziali fino alla stagione 1994-1995)[1]:
  - 7 ori (slalom gigante nel 1981; slalom gigante, slalom speciale nel 1986; slalom gigante nel 1987; slalom speciale nel 1988; slalom gigante, slalom speciale nel 1990)